# Titularbistum Mennith
Mennith ein Titularbistum der römisch-katholischen Kirche in Arabien. 

## Titularbischöfe
| Titularbischöfe von Mennith |                                          |                                                             |                    |                    |
| Nr.                         | Name                                     | Amt                                                         | von                | bis                |
| 1                           | Antoni Dominik Tyszkiewicz               | Weihbischof in Kiew (Polen-Litauen)                         | 20. Juli 1739      | 16. September 1740 |
| 2                           | Joannes Bapt. Scarselli                  | Weihbischof in Bologna (Italien)                            | 23. September 1740 | 30. Juni 1743      |
| 3                           | Zdenko Georg Chrzepíczky von Modliskovic | Weihbischof in Prag (Tschechien)                            | 23. September 1743 | 16. Mai 1755       |
| 4                           | Konstantin Schütz von Holzhausen, O.S.B. | Weihbischof in Fulda (Deutschland)                          | 26. September 1757 | 23. September 1775 |
| 5                           | Józef Prószyński                         |                                                             | 17. Februar 1777   | 4. November 1790   |
| 6                           | Michael Anthony Anfossi                  | Apostolischer Vikar von Mangalore (Indien)                  | 15. März 1853      | 18. Dezember 1878  |
| 7                           | Carlo Mennella                           | Weihbischof in Ischia (Italien)                             | 18. November 1881  | 30. Juli 1883      |
| 8                           | Thomas Langdon Grace, O.P.               | em. Bischof von Saint Paul and Minneapolis (Minnesota, USA) | 12. August 1884    | 24. September 1889 |